# 교동군
교동군(喬桐郡)은 교동도를 중심으로 한 옛 행정구역으로, 지금의 강화군 교동면, 서도면 일대와 삼산면의 일부이다.
| Daedongyeojido (Gyujanggak) 12-05.jpg | Daedongyeojido (Gyujanggak) 12-04.jpg |
| Daedongyeojido (Gyujanggak) 13-06.jpg | Daedongyeojido (Gyujanggak) 13-05.jpg |

## 유래
교동도는 대운도(戴雲島), 고림(古林), 달을신(達乙新)이라고도 불린 서해의 섬이다. 나중에 큰 나무뿌리라는 뜻을 지닌 고목근(高木根)으로 불리고 그게 유래가 되어 큰 오동나무라는 뜻의 교동(喬桐)이 되었다.

## 역사
- 삼한시대에 소석삭국(小石索國)국이었다고 하는데 확실치는 않다[2]. 옛날부터 강화도의 영향권으로 여겨진다.

- 백제의 영역에 속해 있다가 장수왕 대에 고구려에 점령당해 고목근현(高木根縣)이 되었다.

- 757년 경덕왕 16년에 행정제도 개편으로 교동현(喬桐縣)으로 개칭된 후 해구군(海口郡)의 영현이 되었다.

교동이라는 이름은 그 뒤 변함없이 이어진다.
- 1232년 몽골의 침략으로 고려 조정이 강화도로 파천하면서 강화도 일대에 피난민이 대거 유입되자 이들을 수용하기 위한 토지와 식량확보등을 목적으로 강화도와 인근 섬들에 대한 간척이 시작되었다. 이 시기에 시작된 간척은 시간을 두고 20세기까지 지속되어 현재의 강화도 연안의 해안선을 만들었다.[3] 당초에 몇 개의 작은 섬이었던 교동도 본 섬도 이와 같은 간척으로 현재의 커다란 한 개의 섬이 되었다.

- 조선시대에 이르러서야 1629년 인조7년 부(府)로 승격되어 수사(水使)가 부윤(府尹)을 겸임하였다.

- 1895년 23부府제로 행정구역이 재편되면서 읍 자체가 폐지되어 강화군에 합병되었다가 이듬해 복구되었지만 군(郡)으로 격하되어 경기도관할 교동군이 되었다. 관할에 본 섬의 4개면과 석모도 북쪽의 송가면등 5개면이 있었다. 송가면은 당초에 독립된 섬이었다가 나중에 간척으로 지형적으로 석모도에 합쳐졌다.

- 일제강점기인 1914년에 일제에 의한 행정폐합으로 강화군에 통폐합되었다. 송가면이 삼산면에 편입되었고 본 섬의 4개면은 화개면과 수정면, 2개면이 되었다.

- 1934년, 화개·수정면을 합면하여 지금의 교동면이 되었다. 현재 법정리 13개, 행정리 17개로 지금에 이른다.